# Marco Polo (닥터 후)
Marco Polo (→마르코 폴로)는 영국의 SF 드라마 닥터 후의 네번째 시리얼로, 1964년 2월 22일부터 4월 4일까지 총 7화 구성으로 BBC TV에서 방송되었다. 각본은 존 루카로티, 감독은 워리스 후세인과 존 크로켓이 맡았다. 작중 줄거리는 1289년 원나라로 향한 닥터 (윌리엄 하트넬 분)와 손녀 수잔 포어맨 (캐럴 앤 포드 분), 수잔의 선생님 이언 체스터턴 (윌리엄 러셀 분)과 바버라 라이트 (재클린 힐 분)가 베네치아 탐험가 마르코 폴로 (마크 이든 분)와 몽골 제국의 황제 쿠빌라이 칸 (마틴 밀러 분)을 만나는 이야기를 담고 있다.
작가 존 루카로티는 이전에도 마르코 폴로의 모험을 바탕으로 각본을 집필한 경험이 있었으며, 닥터후 기획 초기에 프로듀서 시드니 뉴먼에게 마르코 폴로를 다룰 것을 제안한 것이 시리얼의 제작 계기다. 루카로티는 제작 과정에서 마르코 폴로 한 사람에 더욱 주목한 이야기가 되도록 처음부터 다시 각본을 집필하였다. 이번 시리얼의 디자이너를 맡은 배리 뉴베리는 중국풍 세트장의 제작을 위해 여러 관련 역사 서적을 참고하였으며 특히 1900년대 한국 건축 자료에서 영감을 얻었다고 전해진다. 첫방송 당시 약 900만 명의 시청자를 끌어모았으며 7주간의 방영기간 동안 시청자수가 거의 유지되었다. 평론가들의 반응 역시 전반적으로 긍정적이었고 해외 수출도 널리 이루어졌다. 하지만 1967년 BBC 아카이브의 정책에 의해 관련 필름이 소각 처리되면서 7화 전편이 소실된 상태로 남아 있다. 이후 소설판으로 각색되었으며, 현존하는 오디오 자료를 이용해 사운드트랙이나 슬라이드 복원판이 발매되기도 하였다.

## 줄거리
전편에서 심하게 손상된 채 눈밭에 착륙한 타디스. 밖으로 나온 닥터 일행은 이곳이 1289년 히말라야 산맥의 파미르고원이라는 사실을 알게 된다. 이후 그 유명한 실크로드를 따라 쿠빌라이 칸 황제 (마틴 밀러 분)를 알현하러 가던 마르코 폴로 (마크 이든 분)과 만나, 캐러밴을 타고 중국으로 향한다.
전반적인 줄거리는 닥터와 수전 포어맨, 이언 체스터턴과 바버라 라이트가 중국으로 향하는 여정 속에서 다양한 풍경과 사람들을 마주하는 모습을 그렸다. 파미르고원을 거쳐 위험천만한 고비사막을 가로질러가는 여정 속에서 닥터 일행은 테가나 (데런 네스빗 분)라는 한 자객과 마주한다. 테가나의 목적은 마르코 폴로의 캐러밴을 없애 버리고, 제국 통치의 정점인 대도 (베이징)에서 황제 쿠빌라이 칸을 암살하려는 것이었다.
테가나의 방해공작을 물리치고 대도에 도착한 마르코 폴로는 황제의 은혜를 되찾기 위해 닥터의 타디스를 진상하기로 하는데, 이 사실을 안 닥터 일행은 하루빨리 타디스를 되찾기로 한다. 수잔은 황궁의 핑초 (지에나 머턴 분)라는 여인으로부터 타디스 열쇠를 되찾지만, 타디스를 타고 출발하기도 전에 테가나에게 붙잡혀 버린다. 닥터 일행의 기지로 마침내 암살 계획이 좌절되자, 테가나는 처형될 바에 자결을 택한다. 이어 암살자를 잡았다는 소식을 들은 쿠빌라이 칸이 마르코 폴로에게 다시 경의를 표하고, 닥터 일행은 떠날 것을 허락하면서 이야기가 마무리된다.

## 제작

### 구상과 각본

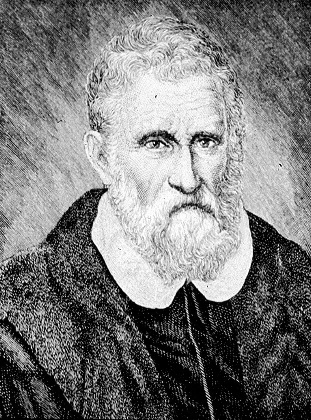
이번 이야기에는 베네치아 상인이자 탐험가인 마르코 폴로를 주인공으로 그의 친구, 동료들이 등장한다.

닥터후의 단초를 마련한 시드니 뉴먼은 드라마 기획이 처음 이뤄질 당시 캐나다 CBC 출신의 오랜 동료였던 존 루카로티를 제작진에게 소개시키며 작가로 참여시킬 것을 제안하였다. 이에 스토리 편집자 데이비드 휘태커는 드라마 각본을 위해 루카로티에게 연락을 취했다. 당시 루카로티는 1955년 <The Three Journeys of Marco Polo>라는 18부작 라디오 드라마의 작가로 활동한 전력이 있었다.
1963년 7월 9일, 루카로티는 베네치아 탐험가 마르코 폴로에 관한 7부작 시리얼의 작가로 배정되었으며, 해당 시리얼의 가제는 <Dr Who and a Journey to Cathay> (닥터 후와 케세이로 향하는 여정)이었다. 루카로티는 줄거리 구성 과정에서 제4화의 이야기를 짜는 데 어려움을 겪었는데, 마르코 폴로의 회고록 <동방견문록>에 수록된 일화를 채택하여 완성할 수 있었다. 방영 시기는 원래 1964년 1월 18일로 예정되어 있었고 순번 역시 세번째에 올랐으나, 중간에 2부로 구성된 '땜빵용' 시리얼인 <The Edge of Destruction>의 방영을 위해 네번째 편으로 밀려났다. 감독은 첫번째 시리얼을 맡았던 워리스 후세인이 맡았으며 제4화는 후세인의 부재로 존 크로켓이 대신 감독을 맡았다.
작중 등장하는 마르코 폴로의 의상은 대프니 데어 (Daphne Dare)가 디자인을 맡았는데, 닥터후 초창기의 대다수 시리얼에서 의상 디자이너로 활동하였다. 세트 디자이너로 나선 배리 뉴베리 (Barry Newbery)는 13세기 중국풍 양식의 연구를 위해 아우렐 스타인의 <Ruins of Desert Cathay> (1912년)과 넬슨 아이컨 우의 <Chinese and Indian Architecture> (1963년) 등의 관련 서적을 참고하였다. 또한 1900년대 한국 건축이 13세기 중국 건축과 유사하다는 사실도 발견하여 관련 자료를 적극 수용한 것으로 알려져 있다. 삽입곡은 <The Daleks>의 작곡을 맡은 트라이스트램 케리가 맡았는데 플루트, 하프, 타악기 등의 관현악기를 작곡에 활용했으며, 제2화의 모래 폭풍 장면에서는 전자 음악을 작곡해 삽입하였다.

### 캐스팅
마르코 폴로 역에는 마크 이든이 캐스팅되었다. 후세인 감독은 1962년 로열 셰익스피어 컴퍼니의 <A Penny for a Song> 공연 제작 현장에서 이든을 본 적이 있었다. 원래 이 시리얼의 화자는 닥터와 이언, 바버라를 염두에 둔 것이었으나 후세인 감독이 이야기 자체를 마르코 폴로라는 한 사람에게 더욱 집중하도록 결정하면서, 마크 이든이 이야기의 화자로서 내레이션을 맡도록 대본이 다시 작성되었다. 테가나 역에는 1950년대 역사 영화 시리즈에 다수 출연했던 데렌 네스빗 (Derren Nesbitt)이 캐스팅되었다. 핑초 역의 경우, 후세인 감독은 웨스트엔드 연극 <The World of Suzie Wong>이나 영화 <북경의 55일> (1963년)에 출연하지 않은 "동양적인" 여배우를 캐스팅하길 원했다. 이후 후세인의 자택에서 지니아 머튼 (Zienia Merton)이 오디션을 봤고 핑초 역으로 출연해줄 것을 제의하면서 캐스팅이 성사되었다.
이언 체스터턴 역의 윌리엄 러셀은 이번 편의 각본이 갑작스레 처음부터 다시 작성되면서 본인의 분량이 최소화된 것에 불만을 표했다. 이에 러셀의 소속사는 BBC 시리얼국장 도널드 윌슨에게 서한을 보냈고, 윌슨은 소속사 측에 이번 각본이 "[러셀의] 재능을 최대한 펼칠 수 있도록 매우 주의깊게 지켜볼 것"이라 답했다. 한편 제5화에 등장한 거미원숭이는 훈련받지 않은 상태로 현장에 투입되어 출연진들이 어려움을 겪었다고 전해진다. 수잔 역의 캐럴 앤 포드는 "사방에 오줌을 싸고 사람이 근처에 오면 물어대는 것이 조금 싫었다"고 회고했다.

### 촬영
본 촬영에 앞서 1964년 1월 13일부터 17일까지 일주일 동안 일링 스튜디오에서 촬영이 진행되었다. 당시 촬영분은 대부분 배경과 소품을 촬영한 인서트 샷으로 몽타주 시퀀스에 삽입될 용도로 제작되었다. 제1화의 리허설은 1월 27일부터 30일까지 진행되었으며, 1월 31일부터 3월 13일까지 라임그로브 스튜디오 D녹화실에서 매주 본 촬영이 진행되었다.
2월 첫째 주에는 닥터 역의 윌리엄 하트넬이 병에 걸려 촬영에 불참하게 되자, 제2화의 각본을 빠르게 수정해 대부분 장면에서 닥터가 제외되도록 만들었다. 이 때문에 제2화에 등장하는 하트넬의 대사는 단 하나에 불과하다. 제2화의 모래 폭풍을 재현하기 위해 풍력 기계가 투입되었으며 그 위에 다른 영상을 겹치는 식으로 연출하였다. 다만 후세인 감독은 이러한 연출의 효과에 만족하지 못했으며 "모두의 안테나가 날아가 버릴 것만 같았다"고 회상했다. 핑초 역의 지니아 머턴도 풍력 기계로 불어온 톱밥이 눈에 들어가 버린 바람에 나머지 장면을 볼 수가 없었다고 회고하였다. 이밖에도 제6화의 카메라 리허설 당시, 마크 이든 (마르코 폴로 역)의 오른손이 대런 네스빗 (테가나 역)이 휘두른 단검에 맞으면서 찢어지는 사고가 있었다.

## 평가

### 방송과 시청률
| 에피소드 | 제목                    | 러닝타임 | 본 방송 날짜    | 시청자 수 (100만) | 시청 지수 |
| -------- | ----------------------- | -------- | --------------- | ----------------- | --------- |
| 1        | "The Roof of the World" | 24:12    | 1964년 2월 22일 | 9.4               | 63        |
| 2        | "The Singing Sands"     | 26:34    | 1964년 2월 29일 | 9.4               | 62        |
| 3        | "Five Hundred Eyes"     | 22:20    | 1964년 3월 7일  | 9.4               | 62        |
| 4        | "The Wall of Lies"      | 24:48    | 1964년 3월 14일 | 9.9               | 60        |
| 5        | "Rider From Shang-Tu"   | 23:26    | 1964년 3월 21일 | 9.4               | 59        |
| 6        | "Mighty Kublai Khan"    | 25:36    | 1964년 3월 28일 | 8.4               | 59        |
| 7        | "Assassin at Peking"    | 24:48    | 1964년 4월 4일  | 10.4              | 59        |

제1화는 1964년 2월 22일 BBC TV에서 처음 방송되었으며 당시 940만 명의 시청자를 끌어모았다는 기록이 있다. 이어서 방영된 제2화, 제3화의 시청자수도 동일하였으며, 제4화는 990만 명, 제5화는 940만 명, 제6화는 840만 명을 기록하며 하락세를 보였음에도 전반적으로 비슷한 시청률을 유지하였다. 제6화부터는 방송 시간이 오후 5시 15분에서 오후 5시 30분으로 15분 더 늘어나 동시간대 경쟁 프로그램인 ITN 뉴스와 겹치게 되었다. 마지막화는 총 1,040만 명의 시청자를 끌어모으며 최고치를 기록했다. 시청지수는 7화에 걸쳐 63점에서 59점으로 소폭 하락하였다. 첫방영 이래 해외 수출도 널리 이뤄졌다.
1967년 8월 17일 BBC 아카이브의 기록물 관리 정책에 따라 방영분을 담은 테이프가 소각되었고 오늘날까지도 소실된 상태로 남은 시리얼이 되었다. 조금이나마 영상이 남아 있는 다른 에피소드와 달리 어떠한 녹화본도 존재하지 않는 세 편의 시리얼 중 하나로 꼽히며, 유일한 시각 자료로는 제1화~제3화와 제5화의 텔레스냅 (텔레비전 화면의 촬영 사진) 자료가 존재할 뿐이다. 다만 오디오 자료의 경우 원본 방영 중에 '오프에어'로 녹음된 오디오 사운드트랙이 공개된 상태다.
첫 방송 이후 다른 작품으로 각색하자는 논의가 두 건이 있었다. 1964년 6월 영 월드 퍼블리케이션이라는 영국 출판사가 본 시리얼을 만화 시리즈 <슈퍼 메그>의 한 이야기로 각색하는 데 관심을 보였으나, 해당 만화의 판권이 TV 코믹스로 넘어가면서 반려됐다. 1964년 7월에는 월트 디즈니 컴퍼니에서 영화화 판권을 위해 BBC 측과 접촉하였으나 아무런 진전 없이 끝났다.

### 평론가들의 반응
첫 방송 당시 TV 평론가와 시청자들의 평가는 긍정적이었다. 제1화 방송 직후 BBC 프로그램 평가 위원회는 드라마를 향한 "수많은 감상평"이 있었다고 밝혔다. 다만 <선데이 텔레그라프>의 필립 퍼서 (Philip Purser)는 마크 이든이 "복장의 풍채" (with sartorial dash)로 마르코 폴로를 재현하였으나, 주요 캐릭터들이 제대로 묘사되지 않았으며 바버라는 "끊임없는 불평쟁이" (a persistent drip)처럼 묘사됐다며 혹평하였다.
<The Discontinuity Guide> (1995년)에서 폴 코넬, 마틴 데이, 키스 토핑은 "이야기는 훌륭하지만 모두를 사로잡는 고전의 명성이 되기에는 너무 루즈하고 헐겁다"고 평가했다. <The Television Companion> (1998년)에서 데이비드 J. 호와 스티븐 제임스 워커는 "놀라운 역작"이라 소개하면서 루카로티의 각본과 대사, 캐릭터, 후세인의 연출, 뉴베리의 세트장, 데어의 의상, 캐리의 악보, 출연진의 연기에 이르기까지 여러모로 칭찬거리가 많다고 평가하였다. 2008년 라디오 타임스의 마크 브랙스턴은 "역사적인 풍경이 이렇게 시나 우아함으로 펼쳐진 경우는 거의 없었다"고 호평하였지만, 이국적인 캐릭터들의 억양에는 모순점이 있다고 지적했다. <Doctor Who: The Complete History> (2016년)에서 편집자 존 에인소스는 "이국적이고 시선을 사로잡는다"면서, 단순한 내러티브와 캐릭터성 탐구 면에서 호평을 보냈다.

## 미디어 믹스
이 시리얼의 내용을 바탕으로 한 소설을 1984년 12월 WH 앨런 앤드 코퍼레이션에서 양장본으로 출간하였다. 시리얼의 각본을 맡은 존 루카로티가 직접 각색을 맡았으며, 표지 삽화는 데이비드 맥알리스터가 맡았다. 1985년 4월에는 타깃 북스에서 단행본을 출시하였다.
2003년 11월 드라마 40주년을 맞이하여 윌리엄 러셀의 내레이션과 폴로의 여정을 담은 접이식 지도가 포함된 세 장의 오디오 사운드트랙 세트가 출시되었다. 이후 2010년 8월 오디오GO에서 <Doctor Who: The Lost TV Episodes: Collection One>의 수록본으로 본 에피소드의 원본 카메라 스크립트와 함께 재출시되었으며, 2020년 9월 데몬 레코드에서 VR판으로 출시하였다. 소설판의 오디오북은 2018년 12월에 출시되었으며, 지니아 머턴이 나레이션을 맡았는데 이것이 생전 마지막 활동이기도 했다.
2006년 1월 30일에는 <Doctor Who: The Beginning>이란 제목의 DVD 박스셋이 출시되었는데, 여기에 <The Edge of Destruction> 편의 DVD 출시를 기념하는 특전 영상으로, 본 시리얼의 내용을 텔레스냅 자료와 스틸컷, 오프에어 사운드트랙 녹음본과 함께 30분 분량으로 압축 재구성한 영상이 수록되었다. 2013년 3월 닥터 후 매거진 특별판으로 함께 배포된 <The Missing Episodes - The First Doctor>에서도 텔레스냅 재구성판이 수록됐다. 재구성판과 별개로 완전 복원판을 제작하려는 시도는 어려운 것으로 평가되는데, 애니메이션 복원판 감독을 맡은 찰스 노튼은 2019년 인터뷰에서 <Marco Polo>의 애니메이션 복원은 의상이나 캐릭터처럼 필요한 자료가 상당히 많기 때문에 가까운 미래에 나올 가능성이 낮다고 언급하였다.

## 참고 문헌
- Ainsworth, John, 편집. (2016). “Inside the Spaceship, Marco Polo, The Keys of Marinus and The Aztecs”. 《Doctor Who: The Complete History》 (London: Panini Comics, Hachette Partworks) 2 (32). ISSN 2057-6048.
- Cornell, Paul; Day, Martin; Topping, Keith (1995). 《The Discontinuity Guide》. London: Virgin Books. ISBN 0-426-20442-5.
- Howe, David J.; Walker, Stephen James (1998). 《Doctor Who: The Television Companion》 1 2021판. London: BBC Books. ISBN 978-1-845-83156-1.